# Плюциньский, Михал
Михал Юзеф Плюциньский (пол. Michał Józef Pluciński; 17 января 1908, Варшава, Польша, Российская империя — 2 марта 1978, Варшава, Польша) — польский актёр театра, кино и телевидения.

## Биография
Михал Юзеф Плюциньский родился 17 января 1908 года в Варшаве в семье Владислава и Натальи Плюциньских. На театральной сцене дебютировал в 1926 году, затем выступал в театрах Лодзи, Плоцка, Познани, Влоцлавека, Варшавы. За время своей актёрской карьеры исполнял как главные, так и роли второго плана. Сыграл, в частности, Генриха IV в постановке «Живой маски» 1958 года в Театре Народовы в Варшаве.
В 1941 году Плюциньский снялся в нацистском пропагандистском антипольском фильме «Возвращение домой», за что был подвергнут командованием польского подполья позору. Потом работал на заводе под Люблином, после чего, в 1944 году, был отправлен на работу в Германию. После возвращения на родину Плюциньский был исключен из Общества польских актеров (пол. Stowarzyszenie Polskich Artystów Teatru, Filmu, Radia i Telewizji, ZASP), после чего до 1948 года работал в польском кино инспектором. В конце 1948 года на процессе в Варшаве против актёров, участвовавших в фильме «Возвращение домой», Плюциньский был приговорен к 5 годам лишения свободы.
В 1953 году Михал Плюциньский вернулся на театральную сцену и продолжал играть в театрах в Калише (до 1955), Познани (1955-1957), Театре Народовы в Варшаве (1957-1975) и Театре на Воле (1976-1978). Снялся в таких фильмах, как «Крестоносцы», «Отец» Ежи Гофмана, «Нюрнбергский эпилог», «Казимир Великий», «Кукла». 
Брат актёра Анджея Шалявского.